# Domenico Acanfora
Domenico Acanfora (Cercola, 6 dicembre 1935 – Napoli, 23 dicembre 2020) è stato un giocatore di biliardo italiano.
Attivo specialmente negli anni settanta, riportò la sua vittoria più prestigiosa ai campionati del mondo del 1975. A livello italiano fu campione nazionale di Internazionale 5 quilles nel 1974, campione nazionale di goriziana nel 1976 e campione nazionale assoluto nel 1976 battendo in finale Renato Cardamone.
Fu per tantissimi anni impegnato nel campionato italiano di serie A a squadre. Nel 1985 recitò una piccola parte nel film Casablanca, Casablanca di Francesco Nuti.